# چارخالی
چارخالی (به لاتین: Charkhali) یک منطقهٔ مسکونی در بنگلادش است که در ناحیه برگونه واقع شده‌است.